# Subprefectura de Miyake
La Subprefectura de Miyake (三宅支庁 Miyake-shichō?) es una subprefectura perteneciente a la prefectura de Tokio. Administrada por la Oficina de Asuntos Generales del Gobierno Metropolitano de Tokio. Localizada en el centro de las islas Izu.
Incluye los pueblos de Miyake y Mikurajima, en las respectivas islas de Miyakejima y Mikurajima.
En el 2000, la población de Miyakejima fue evacuada debido a la erupción del monte Oyama, aunque se permitió el regreso de la población el 1 de febrero de 2005.
La constante actividad volcánica debido al monte Oyama, que ha tenido erupciones varias veces, origina gas sulfúrico en el aire, por lo que  requiere que los residentes usen máscaras de gas como medida de protección.

## Historia
- 1920: Los ayuntamientos insulares de Miyakejima y Mikurajima fueron abolidos. La Oficina Gubernamental de la isla de Ōshima asumió el control de las islas. La sede de la Oficina se fundó en Miyakejima.
- 1926: Debido a la supresión de la Oficina insular se reorganiza como nueva sede en la subprefectura de Ōshima。
- 1943: La sede de Miyakejima se separa de la Oficina de Ōshima y se convierte en la subprefectura de Miyake.